# Янда, Антонин
Антонин Янда (чеш. Antonín Janda; 21 сентября 1892, Прага, Цислейтания — 21 января 1960[…], Чехословакия) — чехословацкий футболист, игравший на позиции, нападающего и полузащитника.
Выступал за клуб «Спарта» (Прага), а также национальную сборную Чехословакии. Двукратный чемпион Чехословакии.
Имел прозвище Очко (чеш. Očko), которое, по тогдашнему обычаю, добавлялось к его фамилии в прессе и в союзной статистике. Прозвище возникло из-за травмы глаза — один его глаз постоянно был закрыт.

## Клубная карьера
Во взрослом футболе дебютировал в 1908 году выступлениями за клуб «Прага VII», в котором провёл восемь сезонов.
Своей игрой привлёк внимание представителей тренерского штаба клуба «Спарта» (Прага), к составу которого присоединился в 1916 году. Отыграл за пражскую команду следующие восемь сезонов своей игровой карьеры. Играл за «Спарту» в 1916—1924 годах и сыграл за неё 330 матчей в различных турнирах. В красной майке он дважды становился чемпионом Чехии — победителем чемпионата Чешской футбольной ассоциации в 1919 и 1922 годах и многократным чемпионом Среднечешского союза.
Завершил профессиональную игровую карьеру в клубе «Прага VII», в составе которого уже выступал раньше. Пришёл в команду 1924 года, защищал её цвета до прекращения выступлений на профессиональном уровне в 1926 году.
Умер 21 января 1961 года на 69-м году жизни.

## Выступления за сборную
В 1920 году дебютировал в официальных матчах в составе национальной сборной Чехословакии. Играл в историческом первом официальном матче сборной Чехословакии — против Югославии на Олимпийских играх 1920 года в Антверпене, в матче оформил хет-трик. В течение карьеры в национальной команде, длившейся 4 года, провёл в форме главной команды страны 10 матчей, забив 12 голов.
В составе сборной был участником футбольного турнира на Олимпийских играх 1920 года в Антверпене.